# Interview (časopis)
Interview Magazine  američki je mjesečni časopis za popularnu kulturu kojeg su 1969. u SAD-u osnovali umjetnik Andy Warhol i britanski novinar John Wilcock. Časopis s nadimkom "The Crystal Ball of Pop,", sadrži iscrpne razgovore s velikim brojem svjetski poznatih zvijezda, umjetnika, glazbenika i drugih kreativnih mislioca. Intervjui su obično neuređeni ili editirani na jedan eksentričan način koji se može naći u Warholovim knjigama i The Philosophy of Andy Warhol: From A to B and Back Again.

## Vanjske poveznice
- Interview Magazine (engl.)
- Andy Warhol’s „Interview“ Magazine  Arhivirana inačica izvorne stranice od 27. svibnja 2016. (Wayback Machine) (engl.)